# Langbladet bakketidsel
Langbladet Bakketidsel (Carlina biebersteinii) er en lilla 20-60 centimeter høj, blomstret urt i tribus Cynareae (tidselgruppen) i Kurvblomst-familien. Langbladet Bakketidsel kan regnes for en selvstændig art, men nogle botanikere har placeret den som underart til bakketidsel (Carlina vulgaris ssp. longifolia Nyman).
Den findes i Europa, Rusland, Kasakhstan og i Xinjiang-regionen i Kina. Langbladet bakketidsel vokser på tør kalkholdig grund, f.eks. Ved Stevns og Møns Klinter. Den er i tilbagegang i Danmark og er registreret som truet art på Den danske rødliste.
Carlina biebersteinii Bernh. ex Hornem., Suppl. Hort. Bot. Hafn. 94. 1819. 
Underarter:
- Carlina biebersteinii var. fennica Meusel & Kästner (synonym: Carlina fennica (Meusel & Kästner) Tzvelev) [5]